# أليكس فلانغن
أليكس فلانغن (بالإنجليزية: Alex Flanagan)‏ هي معلقة رياضية أمريكية، ولدت في 22 سبتمبر 1972.

## وصلات خارجية
- الموقع الرسمي